# Minh Hòa, Kinh Môn
Minh Hòa là một xã thuộc thị xã Kinh Môn, tỉnh Hải Dương, Việt Nam.
Xã Minh Hòa có diện tích 7,06 km², dân số năm 1999 là 8.239 người, mật độ dân số đạt 1.167 người/km².